# Корма (Гомельська область)
Корма́ (біл. Карма) — селище міського типу, адміністративний центр Корм'янского району Гомельської області Білорусі. Розташований на річці Сож при впадіння в неї річки Кормянки за 110 км від Гомелю, 55 км від залізничної станції Рогачов на лінії Могильов — Жлобин, автошляхами з'єднаний з Чечерськом і з автошляхами Бобруйськ-Кричев і Гомель-Могильов. За 278 км від Мінська. Населення 6,2 тис. чол. (2006).

## Історія
Перша згадка про Корму відноситься до 1691 року. Однак результати археологічних розкопок свідчать про те, що поселення людей на території басейну річки Сож виникли значно раніше.
У XVII столітті Корма — містечко в Речицькому повіті Мінського воєводства Великого князівства Литовського. Після першого поділу Речі Посполитої в 1772 в Російській імперії, центр волості Рогачовського повіту Могильовської губернії, власність Биковських.
Тут працював цегляний завод, в 1826 році налічувалося 926 жителів, з 1847 року це центр Кормянської волості, до якої входили 58 селищ. Через Корму проходив Чернігівський тракт, у місті існувала поштова станція, діяло народне училище. Наприкінці XIX століття налічувалося вже 200 дворів, 2649 жителів, переважну частину населення становили євреї, працювали крупорушки, маслоробка, вітряк, 3 рази на рік проводились ярмарки.
З квітня 1919 року Кормянська волость Гомельської губернії була включена до складу РРФСР, з березня 1924 — БРСР. У 1924–1930 тут знаходився центр Кормянського району в Могилевскому окрузі, з 1938 — в Гомельській області. З 1938 року є селищем міського типу. У роки Другої світової війни окупанти знищили 1,5 тис. жителів селища та навколишніх сіл. У листопаді 1944 року його звільнили війська Білоруського фронту.
У 1962–1965 в Рогачевському, в 1965–1966 — в Чечерському районах. У 1971 році тут було 4,1 тис. жителів.

## Підприємства
Комбінат будівельних матеріалів, хлібозавод, плодоовочевий завод, льонозавод. Тут працюють філія Речицького ткацького об'єднання «Червоний жовтень». Радгосп зі спиртовим заводом.

## Забудова
Селище розвивається згідно з генеральним планом 1976 року. В його південній частини зберігся історичний центр з колишньою торговою площею. Головні вулиці забудовані 2-5-поверховими житловими будинками. Створено мікрорайон з 5 — поверховими будинками. В цілому переважає дерев'яна забудова садибного типу. Промислова зона розташована в північній частині селища.

## Соціальне життя
Діють середні, музична і спортивна школи, а також Центр культури, бібліотеки, вузол зв'язку, лікарня. Видається районна газета «Зоря над Сожем». Готель «Корма».
Є братські могили радянських воїнів і партизан, жертв фашизму. Споруджено пам'ятник відселенням селах. Корма — батьківщина заслуженого артиста Білорусі В. Смирнова.